# NW de la Popa
NW de la Popa (NW Puppis) és un estel variable a la constel·lació de la Popa de magnitud aparent +5,08. Curiosament ostenta dues denominacions de Bayer diferents, Ni² de la Popa i Ípsilon² de la Popa, però és més coneguda per la seva denominació de variable NW Puppis o simplement pels seus diversos nombres de catàleg (HD 57219 / HR 2790 / HIP 35406).
Situada a 836 anys llum del sistema solar, NW de la Popa està catalogada com un estel subgegant blanc-blavenc de tipus espectral B2IVne. Molt més calent que el Sol, té una temperatura efectiva de 18.286 K i un radi 3,9 vegades més gran que el radi solar. La seva massa s'estima entre 5,9 i 6,2 vegades la massa solar i la seva edat es xifra entorn de 50 - 60 milions d'anys. La seva velocitat de rotació projectada és de 84 km/s, si bé altres estudis augmenten aquest valor fins a 117 km/s.
NW de la Popa està classificada com un estel amb línies febles d'heli, una classe d'estels el principal representant dels quals és α Sculptoris. És també una variable Beta Cephei, un tipus de variable on les oscil·lacions de lluentor són degudes a polsacions en la superfície de l'estel. Murzim (β Canis Majoris) i Becrux (β Crucis) són dos coneguts exemples dins d'aquest grup. NW de la Popa presenta una petita variació en la seva lluentor de 0,07 magnituds al llarg d'un període de 0,125 dies.